# ايجي باص
إيجي باص هي شركة مساهمة حكومية مصرية، تابعة للشركة القابضة للنقل البحري والبري إحدى شركات وزارة النقل، تعمل في مجال النقل البري بالحافلات داخل مصر بين المدن والمحافظات المصرية، وكذلك خارج مصر إلى دول مجلس التعاون الخليجي، أنشأت سنة 2020 نتيجة إعادة هيكلة شركة الصعيد للنقل والسياحة، التابعة للشركة القابضة للنقل البحري والبري، وصل أسطول الشركة في أكتوبر 2021 إلى 90 حافلة، وللشركة أكثر من 48 موقع (فروع، ورش، جراجات، ومراكز تشغيل)، ويبلغ عدد خطوط الشركة 94 خط يربط مختلف المدن المصرية.

## معرض الصور

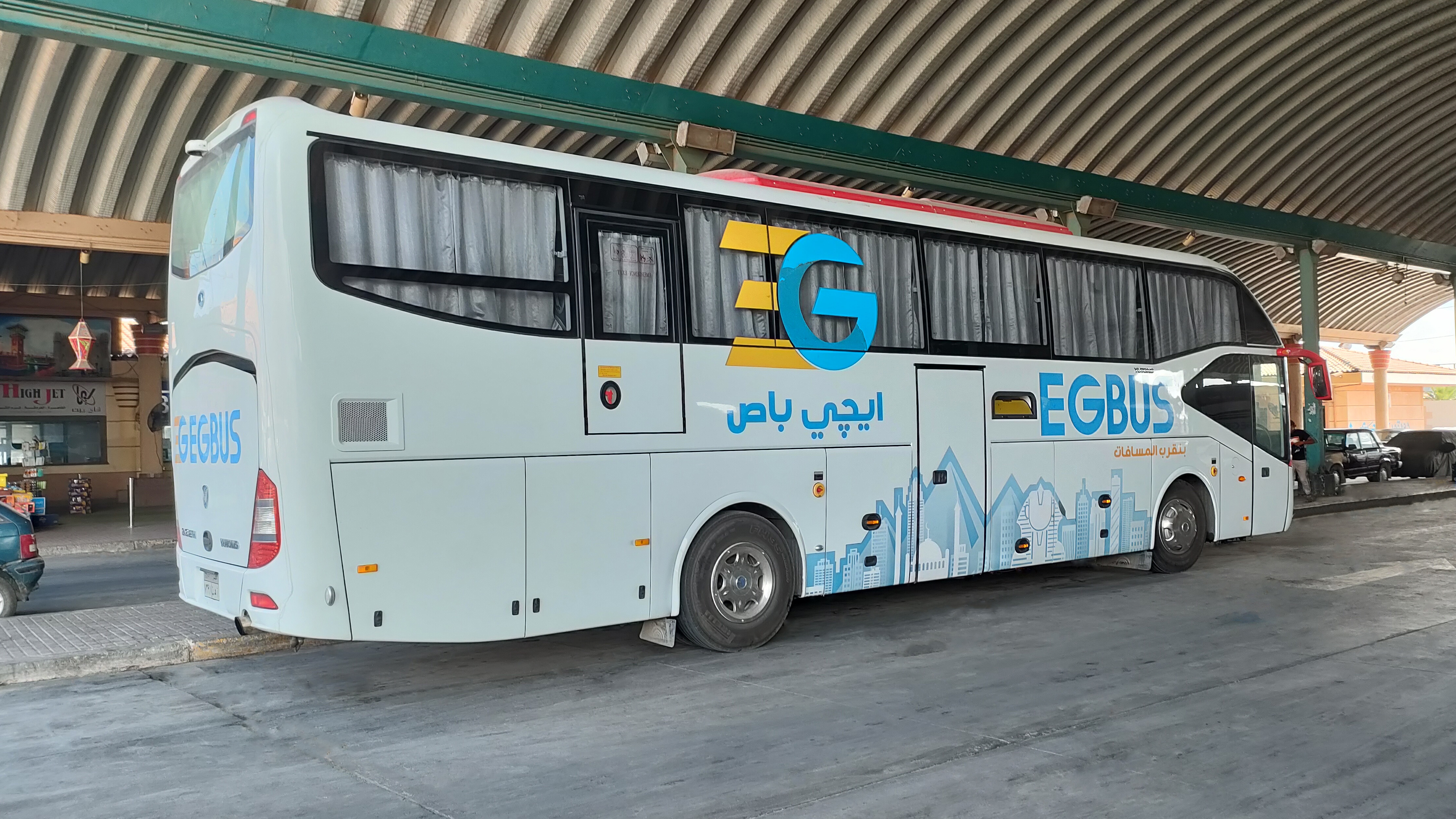
حافلة من طراز يوتنج.
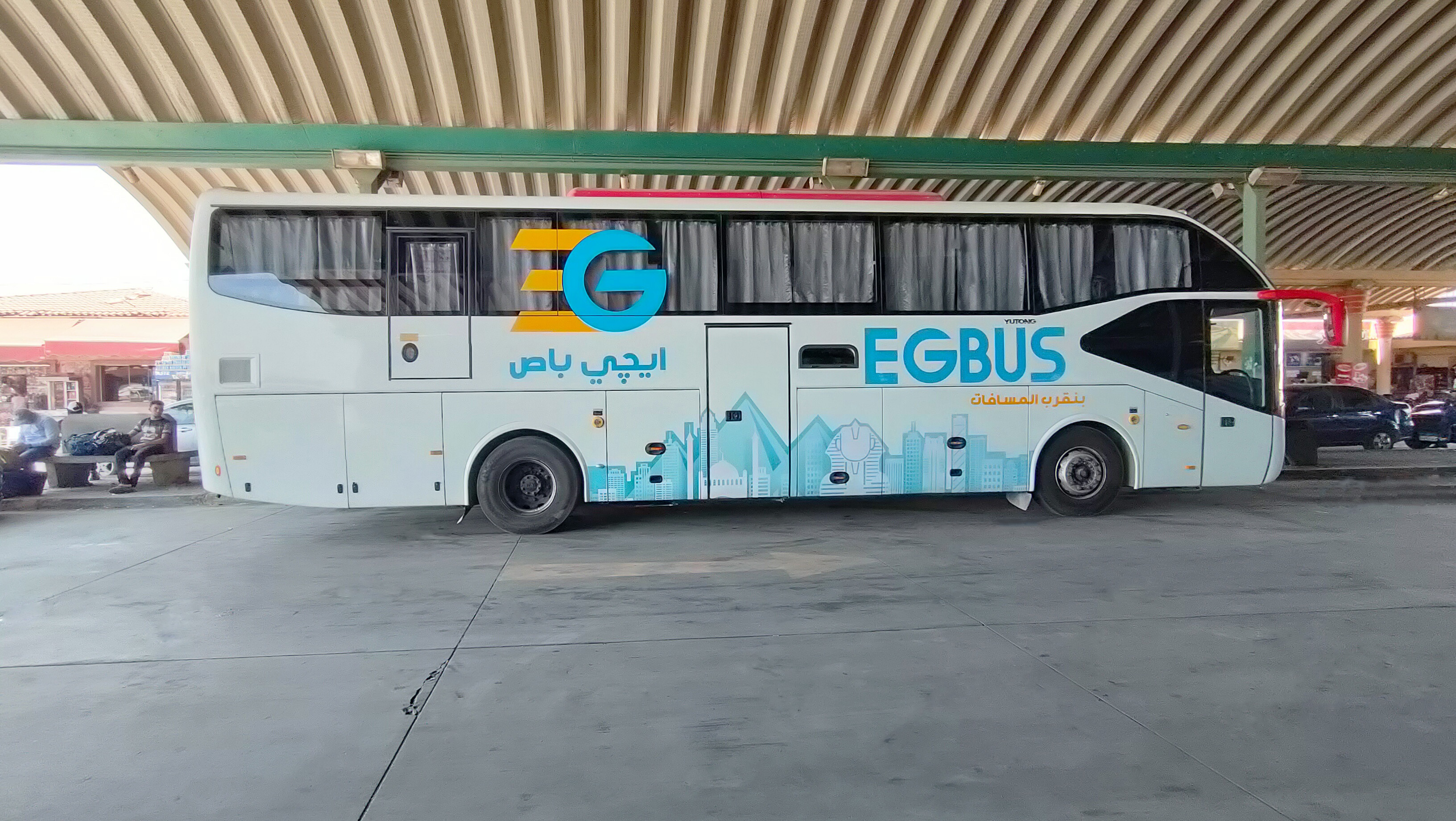
حافلة من طراز يوتنج.

## وصلات خارجية
- الموقع الرسمي للشركة.
- الصفحة الرسمية للشركة على موقع فيس بوك.